# Šajkača

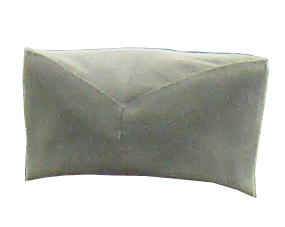
Šajkača

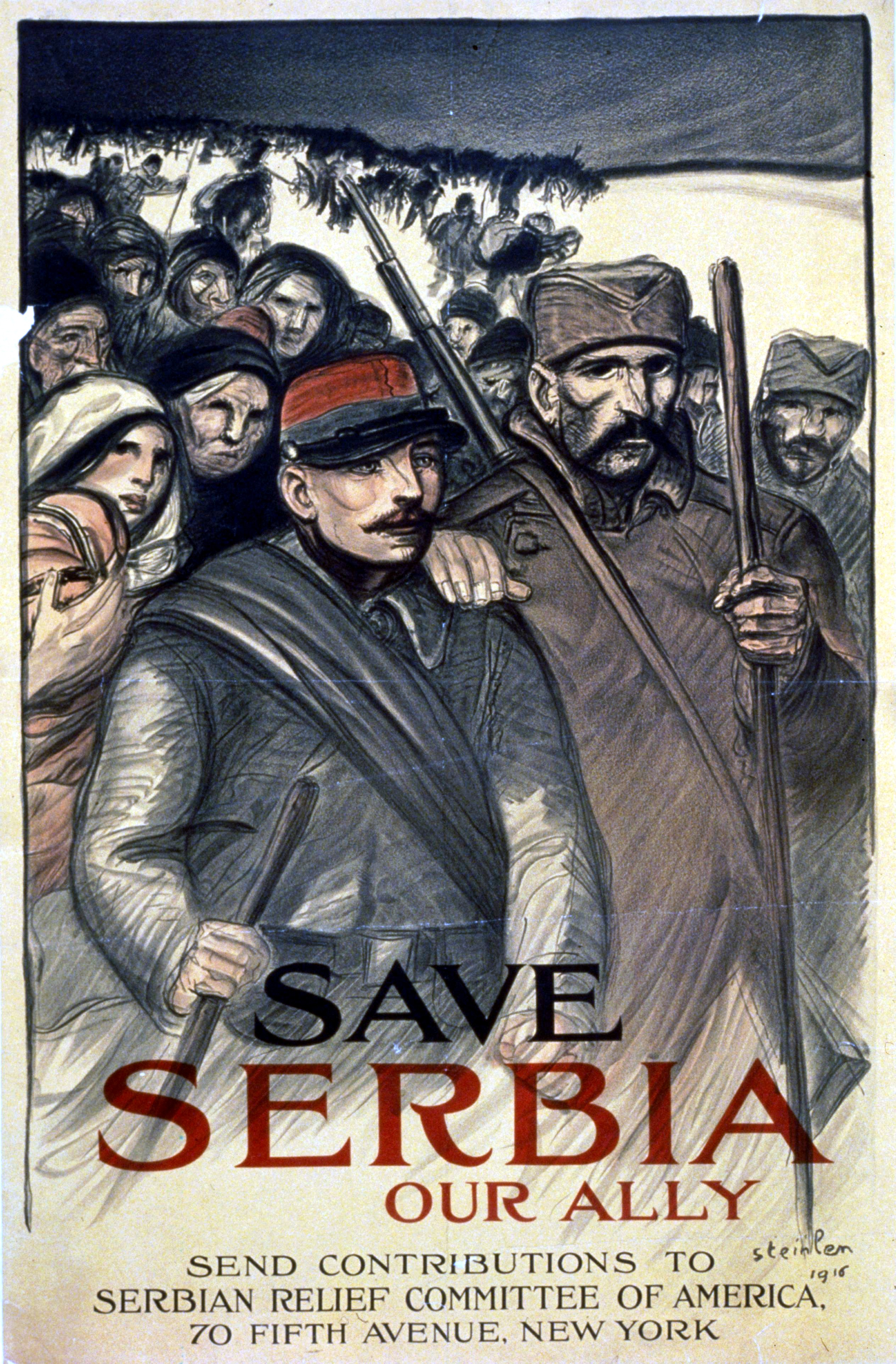

Il šajkača è un copricapo militare e tradizionale serbo.
Il termine significa più o meno "berretto di frontiera". È stato adottato nell'uniforme militare del Regno di Serbia dei primi del XIX secolo in due modelli fondamentali che hanno avuto varie versioni. È in uso ancora adesso, soprattutto da parte di formazioni paramilitari o patriottiche, quale elemento di caratterizzazione etnica dell'abbigliamento.
La prima versione, ispirata alla bustina militare austroungarica indossata dai reparti di fanteria di confine croati (grenzer), consisteva in una calotta foderata, di stoffa o panno, con delle pieghe a soffietto nel senso della lunghezza sulla parte sommitale, così da assumere una distintiva foggia a v, quando indossata. Un cerchio di stoffa o panno del medesimo colore della calotta, cucito lungo il bordo inferiore, andava a doppiare la circonferenza del copricapo, seguendone il profilo della parte superiore e potendo essere abbassato in caso di tempo inclemente a proteggere le orecchie di chi lo indossava.
Il secondo modello, irrigidito internamente, più elaborato e munito di visiera di cuoio, senza la falda abbattibile sopradescritta, veniva utilizzato dagli ufficiali. In questo caso si trattava di più di un kepì realizzato in modo da richiamare il primo modello, mediante una pronunciata insellatura nel senso della lunghezza, della sommità. 
La prima versione costituì la base d'ispirazione per la pilotka russa, la bustina utilizzata come elemento dell'uniforme di servizio dei primi piloti militari zaristi, estesa poi a tutte le forze armate russe e sovietiche. Dopo l'evacuazione dell'esercito serbo in Francia a seguito del crollo militare del regno sotto la seconda e decisiva offensiva austroungarica, questo modello costituì la base per l'overseas cap del corpo di spedizione americano in Europa del generale John Pershing, rimanendo in uso in forma semplificata sino ai giorni nostri.